# Agniolamia albovittata
Agniolamia albovittata là một loài bọ cánh cứng trong họ Cerambycidae.